# Clara Hughes
Clara Hughes (Winnipeg, Manitoba, 27 september 1972) is een Canadese langebaanschaatsster en wielrenster. Van het seizoen 2001-2002 tot en met 2009-2010 maakte ze deel uit van het nationale team langebaanschaatsen.
Hughes begon haar sportloopbaan als schaatsster, maar stapte in 1990 over naar de wielersport. Daar haalde zij haar eerste grote successen: zij won twee medailles bij het wielrennen op de Olympische Zomerspelen 1996 en nam viermaal deel aan de Tour Feminin. In 2000 keerde zij weer terug in het schaatspeloton.
Hughes behoort tot het selecte gezelschap van atleten die medailles hebben gewonnen tijdens zowel Zomer- als Winterspelen. De andere zes zijn Eddie Eagan, Jacob Tullin Thams, Christa Rothenburger, Lauryn Williams, Eddy Alvarez en Alexandra Burghardt.

## Schaatsen
Het hoogtepunt van haar schaatscarrière was tijdens de Olympische Winterspelen 2006, toen zij goud won op de 5000 meter. In een onderlinge confrontatie versloeg zij in de laatste ronde titelverdedigster Claudia Pechstein. Eerder won zij met de Canadese ploeg al de zilveren medaille bij de ploegenachtervolging.
Hughes nam zevenmaal deel aan het Continentaal kampioenschap schaatsen (het kwalificatietoernooi voor de WK Allround). In 2003, 2004, 2005 en 2007 werd ze tweede en kwalificeerde ze zich voor het WK Allround. Ze nam zesmaal deel aan een WK Allroundtoernooi. In 2003 en 2004 eindigde ze in de top tien. Ze veroverde vier afstandsmedailles op dit kampioenschap. Goud op de 5000m ('03) en brons op de 3000m ('03) en 5000m ('04, '05). Tijdens de Olympische Spelen in Vancouver behaalde ze op de 5000 meter een bronzen medaille.

### Records

#### Persoonlijk records
| Afstand      | Tijd     | Datum            | Baan           |
| ------------ | -------- | ---------------- | -------------- |
| 500 meter    | 41,19    | 12 oktober 2006  | Calgary        |
| 1000 meter   | 1.18,74  | 23 december 2006 | Calgary        |
| 1500 meter   | 1.57,46  | 20 november 2005 | Salt Lake City |
| 3000 meter   | 3.59,06  | 18 november 2005 | Salt Lake City |
| 5000 meter   | 6.53,04  | 13 januari 2008  | Calgary        |
| 10.000 meter | 14.19,73 | 11 maart 2005    | Calgary        |

### Wereldrecords
| Nr. | Afstand                | Tijd    | Datum            | Baan    |
| --- | ---------------------- | ------- | ---------------- | ------- |
| 1.  | Ploegenachtervolging * | 3.05,49 | 12 november 2004 | Hamar   |
| 2.  | Ploegenachtervolging * | 3.03,07 | 20 november 2004 | Berlijn |

- * samen met Kristina Groves & Cindy Klassen

### Resultaten langebaanschaatsen
| Jaar | CK N-Amerika | WK Allround | Olympische Spelen                | WK Afstanden                     |
| ---- | ------------ | ----------- | -------------------------------- | -------------------------------- |
| 2001 |              |             |                                  | 11e 3000m                        |
| 2002 |              |             | 10e 3000m · 5000m                |                                  |
| 2003 | Zilver       | 6e          |                                  | 4e 3000m · 5000m                 |
| 2004 | Zilver       | 10e         |                                  | 4e 3000m · 5000m                 |
| 2005 | Zilver       | 12e         |                                  | 5e 3000m · 5000m · achtervolging |
| 2006 | 6e           |             | 9e 3000m · 5000m · achtervolging |                                  |
| 2007 | Zilver       | NC17        |                                  | 13e 3000m                        |
| 2008 | 4e           | 11e         |                                  | 6e 3000m · 5000m                 |
| 2009 |              | NC19        |                                  | DQ 3000m · 5000m                 |
| 2010 | 5e           |             | 5e 3000m · 5000m                 |                                  |

NC# = niet gekwalificeerd voor de laatste afstand, maar wel als # geklasseerd in de eindrangschikking
DQ = diskwalificatie

### Medaillespiegel
| Kampioenschap     | Goud | Zilver | Brons |
| ----------------- | ---- | ------ | ----- |
| CK N-Amerika      | 0    | 4      | 0     |
| Olympische Spelen | 1    | 1      | 2     |
| WK Afstanden      | 1    | 4      | 1     |

## Wielrennen
In 1990 stapte ze over van schaatsen naar wielrennen. Tijdens het WK wielrennen van 1994 testte ze positief op het gebruik van het verboden middel efedrine. Als straf werd ze voor drie maanden geschorst. Die schorsing viel echter buiten het seizoen, waardoor ze geen wedstrijden hoefde te missen. Van 1999 tot 2001 stond ze onder contract bij de Amerikaanse wielerploeg Saturn Cycling Team. Grote overwinningen zijn vijf Canadese kampioenschappen en twee bronzen medailles op de Olympische Spelen van 1996 in Atlanta. Vanaf 2000 keerde ze terug naar het schaatsen, maar behaalde ook nog enkele successen op de fiets. Na de Olympische Winterspelen van 2010, waar zij brons haalde op de 5000 meter, keerde ze weer terug naar het wielrennen en werd ze nationaal kampioene tijdrijden. In september 2011 staat Hughes aan de start van het Wereldkampioenschap wielrennen 2011 in Kopenhagen. Ook de Tsjechische Martina Sáblíková, die goud pakte op die 5000 meter, neemt hieraan deel.

### Belangrijkste overwinningen
1992
- Nationaal kampioenschap wegwedstrijd, elite
- Nationaal kampioenschap individuele tijdrit, elite

1993
- Nationaal kampioenschap individuele tijdrit, elite

1994
- Eindklassement Women's Challenge

1995
- Nationaal kampioenschap individuele tijdrit, elite
- Liberty Classic

1998
- 2e etappe Canberra Women's Classic

1999
- Nationaal kampioenschap wegwedstrijd, elite
- Nationaal kampioenschap individuele tijdrit, elite

2000
- Nationaal kampioenschap individuele tijdrit, elite
- 5e etappe Redlands Bicycle Classic

2002
- Gemenebestspelen, individuele tijdrit

2011
- Nationaal kampioenschap individuele tijdrit, elite
- Pan-Amerikaans kampioen op de weg
- Pan-Amerikaans kampioen tijdrijden
- Eindklassement Ronde van de Gila
- Chrono Gatineau

2012
- Nationaal kampioenschap individuele tijdrit, elite
- Chrono Gatineau

1988: Yvonne van Gennip ·
1992: Gunda Niemann ·
1994: Claudia Pechstein ·
1998: Claudia Pechstein ·
2002: Claudia Pechstein ·
2006: Clara Hughes ·
2010: Martina Sáblíková ·
2014: Martina Sáblíková ·
2018: Esmee Visser ·
2022: Irene Schouten
- International Standard Name Identifier: 0000 0004 4958 2777
- Library of Congress Control Number: no2015153804
- Virtual International Authority File: 315983390
- WorldCat: E39PBJt46mHKgg6JKtqFgtGfv3